# Dysderina perarmata
Dysderina perarmata là một loài nhện trong họ Oonopidae.
Loài này thuộc chi Dysderina. Dysderina perarmata được miêu tả năm 1936 bởi Fage & Eugène Simon.